# Phil Collen
Phil Collen (ur. 8 grudnia 1957 w Londynie) – angielski gitarzysta rockowy, kompozytor i autor wielu tekstów.
W 2004 roku muzyk wraz ze Steve'em Clarkiem został sklasyfikowany na 41. miejscu listy 100 najlepszych gitarzystów heavymetalowych wszech czasów według magazynu Guitar World.

## Życiorys
Swoją karierę muzyczną rozpoczynał w glamrockowym zespole Girl. W 1982 roku zastąpił na stanowisku gitarzysty w Def Leppard Pete'a Willisa, który został wyrzucony za nadużywanie alkoholu. Tuż po dołączeniu do reszty ekipy, szybko stał się ważną osobą w zespole, a wraz ze Steve'em Clarkiem tworzyli jeden z najbardziej uznanych w dziejach muzyki rockowej duet gitarowy, który potem został potocznie nazwany "terror twins", zaś albumy "Pyromania" i "Hysteria" wywindowały zespół do czołówki najpopularniejszych wykonawców muzyki rockowej.  Po śmierci Steve'a Clarka na albumie "Adrenalize" Phil Collen przejął wszystkie partie gitarowe po zmarłym koledze i w studio przez długi czas był jedynym gitarzystą, dopóki na miejsce Steve'a nie dołączył irlandzki gitarzysta Vivian Campbell. Phil Collen w międzyczasie uczestniczył również w innych projektach muzycznych. W zespole Cybernauts nagrał album koncertowy wraz z Joe Elliottem, Davidem Bowie oraz dwoma członkami Spiders From Mars. Projekt ten miał być jednorazowy i nawiązywał do fascynacji wszystkich wykonawców glam-rockiem. W 2004 roku Phil Collen założył swój własny projekt o nazwie Man-Raze, gdzie Phil docelowo gra na gitarze i śpiewa. W zespole tym znalazł się dawny kolega Phila z zespołu Girl, basista Simon Laffy oraz perkusista Sex Pistols Paul Cook.  Jest weganinem, wcześniej przez wiele lat był wegetarianinem.

## Publikacje
- Adrenalized: Life, Def Leppard, and Beyond, 2015, Atria Books, ISBN 978-1-4767-5165-8

## Filmografia
- "My First Guitar" (2011, film dokumentalny, reżyseria: Nick Mead)[2]
- "The Ritchie Blackmore Story" (2015, film dokumentalny, reżyseria: Alan Ravenscroft)[3]